# لوگو (شهر)
لوگو شهری در شمال‌غرب اسپانیا در بخش خودمختار گالیسیا است. این شهر مرکز استان لوگوی اسپانیا است. این شهر ۹۲٬۲۷۱ نفر (۲۰۰۵) جمعیت دارد و مساحت آن نیز ۳۳۲ کیلومتر مربع است.